# كارستن إيزاشسين
كارستن إيزاشسين (بالنرويجية البوكمول: Karsten Isachsen)‏ هو كاتب ومؤلف وقسيس نرويجي، ولد في 22 فبراير 1944 في أوسلو في النرويج، وتوفي في 18 يناير 2016 في آل في النرويج.